# Kake (Alasca)
Kake é uma cidade localizada no estado americano de Alasca, no Wrangell-Petersburg Census Area, na ilha Kupreanof.

## Demografia
Segundo o censo americano de 2000, a sua população era de 710 habitantes.
Em 2006, foi estimada uma população de 653, um decréscimo de 57 (-8.0%).

## Geografia
De acordo com o United States Census Bureau, a localidade tem uma área de 36,6 km², dos quais 21,1 km² cobertos por terra e 15,5 km² cobertos por água.

## Localidades na vizinhança
O diagrama seguinte representa as localidades num raio de 72 km ao redor de Kake.